# Liste der Naturdenkmale im Amt Beetzsee
Die Liste der Naturdenkmale im Amt Beetzsee nennt die Naturdenkmale im Amt Beetzsee im Landkreis Potsdam-Mittelmark in Brandenburg, welche durch Rechtsverordnung geschützt sind. Sie ist aufgeteilt nach Gemeinden und deren Ortsteile. Naturdenkmale sind Einzelschöpfungen der Natur, deren Erhaltung wegen ihrer hervorragenden Schönheit, Seltenheit oder Eigenart oder ihrer ökologischen, wissenschaftlichen, geschichtlichen, volks- oder heimatkundlichen Bedeutung im öffentlichen Interesse liegt. Grundlage sind die Veröffentlichungen des Landkreises.
In den Spalten befinden sich folgende Informationen:
- Nr.: Identifizierungsnummer nach veröffentlichter Liste. Sie wird von der unteren Naturschutzbehörde des Landkreises oder der kreisfreien Stadt vergeben. Wenn sie bekannt ist, wird sie angegeben. In dieser Spalte kann sich zusätzlich das Wort Wikidata befinden, der entsprechende Link führt zu Angaben zu diesem Naturdenkmal bei Wikidata.
- Bezeichnung: Benennung des Naturdenkmals, in der Regel wird bei Bäume die Baumart genannt. Bekannte Eigennamen werden mit angegeben.
- Gemarkung: Ort oder Gemarkung, in der sich das Naturdenkmal befindet
- Lage: Nennt die Lage des Naturdenkmals im jeweiligen Ortsteil und die geografischen Koordinaten des Naturdenkmals. Link zu einem Kartenansichtstool, um Koordinaten zu setzen. In der Kartenansicht sind Naturdenkmale ohne Koordinaten mit einem roten beziehungsweise orangen Marker dargestellt und können in der Karte gesetzt werden. Denkmale ohne Bild sind mit einem blauen bzw. roten Marker gekennzeichnet, Denkmale mit Bild mit einem grünen beziehungsweise orangen Marker.
- Beschreibung: die Beschreibung des Naturdenkmales
- Schutzzweck: Erläutert den Grund der Unterschutzstellung
- Bild: Zeigt ein Bild des Naturdenkmales und gegebenenfalls ein Link zu weiteren Fotos im Medienarchiv Wikimedia Commons

## Beetzsee
| Bild                           | Bezeichnung   | Lage                                                          | Beschreibung                                             | Schutzzweck                                        | Nummer |
| ------------------------------ | ------------- | ------------------------------------------------------------- | -------------------------------------------------------- | -------------------------------------------------- | ------ |
| Weitere Bilder Fotos hochladen | Schwedenlinde | Brielow, Brielow, Kirchhof (52° 27′ 38,3″ N, 12° 32′ 30,3″ O) | Sommerlinde (Tilia platyphyllos). Kronendurchmesser 28 m | Seltenheit, Eigenart, Größe, historische Bedeutung | 068-01 |

## Beetzseeheide
| Bild            | Bezeichnung | Lage                                                          | Beschreibung                                       | Schutzzweck                    | Nummer |
| --------------- | ----------- | ------------------------------------------------------------- | -------------------------------------------------- | ------------------------------ | ------ |
| Fotos hochladen | Eiche       | Gortz, in der Ortslage Gortz (52° 30′ 57,7″ N, 12° 38′ 30″ O) | Stieleiche (Quercus robur). Kronendurchmesser 20 m | Seltenheit, Eigenart, Ortsbild | 220-02 |

## Havelsee
| Bild            | Bezeichnung | Lage | Beschreibung                                                          | Schutzzweck                           | Nummer |
| --------------- | ----------- | --- | --------------------------------------------------------------------- | ------------------------------------- | ------ |
| Fotos hochladen | Eiche       | Seelensdorf, Ortslage Seelensdorf (52° 31′ 58,7″ N, 12° 28′ 43,3″ O)                                     | Stieleiche (Quercus robur). Kronendurchmesser 25 m                    | Seltenheit, Eigenart, Größe, Ortsbild | 476-01 |
| Fotos hochladen | Kastanie    | Seelensdorf, westlich am Fahrweg nach Seelensdorf, inmitten von Hecken (52° 30′ 22,8″ N, 12° 28′ 5,7″ O) | Gemeine Rosskastanie (Aesculus hippocastanum). Kronendurchmesser 18 m | Seltenheit, Eigenart, Landschaftsbild | 476-02 |

## Päwesin
| Bild | Bezeichnung | Lage | Beschreibung                                          | Schutzzweck          | Nummer |
| ---- | ----------- | --- | ----------------------------------------------------- | -------------------- | ------ |
| BW   | Zwei Eichen | Päwesin, 1,25 km NW Försterei Vogelsang, 250 m N Weg Gortz-Riewend, am Blockhausweg (52° 31′ 36,2″ N, 12° 40′ 21,4″ O) | 2 Stieleichen (Quercus robur). Kronendurchmesser 20 m | Seltenheit, Eigenart | 460-01 |
| BW   | Wacholder   | Päwesin, auf dem Bagower Mühlenberg (52° 31′ 0,4″ N, 12° 41′ 58,7″ O)                                                  | Wacholder (Juniperus). Kronendurchmesser 5 m          | Seltenheit, Eigenart | 460-03 |

## Roskow
| Bild            | Bezeichnung | Lage                                                   | Beschreibung                                       | Schutzzweck                                              | Nummer |
| --------------- | ----------- | ------------------------------------------------------ | -------------------------------------------------- | -------------------------------------------------------- | ------ |
| Fotos hochladen | Eiche       | Lünow, Friedhof Lünow (52° 29′ 22″ N, 12° 39′ 50,3″ O) | Stieleiche (Quercus robur). Kronendurchmesser 20 m | Seltenheit, Eigenart, Größe, kulturhistorische Bedeutung | 364-01 |